# 苗木勘太郎室
苗木勘太郎室（なえきかんたろうしつ、生没年不詳）は、戦国時代の女性。織田信秀の4女。織田信長の姉妹。名は不詳。

## 略歴
諸系図によれば、東美濃の有力国衆であった苗木遠山氏と関係を深めるため、信秀の4女は苗木勘太郎に嫁いだ。時期や経緯など詳細は不明。苗木勘太郎とは通説では遠山直廉のこととされる。織田信秀の妹のおつやの方も岩村遠山氏の遠山景任に嫁いだので、織田氏と遠山氏は重縁の関係であった。
永禄8年（1565年）に金山城の森可成と米田城の肥田玄蕃允を武田軍に攻撃された後、信長はこの女性が産んだ苗木の娘を自分の養女として、武田信玄と同盟を結ぶために織田掃部助を派遣して、武田勝頼との婚儀をまとめた。この娘が後の龍勝院で、勝頼嫡男の信勝を産み、元亀2年（1571年）9月16日に死去した。
苗木勘太郎室については生没年不詳。